# Zdeněk Pavlíček
Zdeněk Pavlíček (* 2. května 1953, Zubří) je bývalý československý biatlonista.

## Lyžařská kariéra
Na XII. ZOH v Innsbrucku 1976 skončil ve štafetě na 4x7,5 km na 9. místě. Získal 5 titulů mistra Československa v závodě jednotlivců a 3 tituly ve štafetě.